# Пластилин (альбом)
«Пластилин» — студийный альбом группы Фанни Каплан, выпущенный в 2014 году. Записан Павлом Никольским в Siniy Les Studio в сентябре 2013 года и выпущен в цифровом формате 1 июня 2014 года. Записанные песни были сыграны живьём без цифровой обработки. По версии издания «Афиша-Волна» считается одним из лучших русских альбомов 2014 года.

## Критика
По мнению внештатного журналиста сайта Portalsmusic.com Нины Машуровой, «Пластилин» является хорошим введением в тревожный и настойчивый звук Фанни Каплан. Голос вокалистки Люси Казарян повторяет короткие, поэтические строки, каждый раз по-разному: то опускаясь до низкого воя, то поднимаясь до насмешливого кошачьего визга. Всё это накладывается на ритм-секцию, состоящую из военного барабана, зловещего баса и эха, создаваемого синтезатором.

## Список композиций
| №   | Название                              | Длительность |
| --- | ------------------------------------- | ------------ |
| 1.  | «света / sveta»                       | 4:22         |
| 2.  | «краснотелые леса / krasnotelie lesa» | 2:40         |
| 3.  | «нефть / neft'»                       | 3:00         |
| 4.  | «упакуй луну / upukui lunu»           | 2:32         |
| 5.  | «сон и пустота / son i pustota»       | 2:43         |
| 6.  | «сияние ниц / sianye nits»            | 4:03         |
| 7.  | «пластилин / plastilin»               | 2:52         |
| 8.  | «эдемов сад / edemov sad»             | 2:19         |
| 9.  | «осколки / oskolki»                   | 1:59         |
| 10. | «dum dum» (cover Butthole Surfers)    | 3:25         |

## Участники записи
- Люся Казарян — вокал, синтезатор, шумы
- Карина Казарян — бас-гитара
- Диана Буркот — барабаны
- Павел Никольский — звук

## Примечание
1. ↑  пластилин / plastilin. Официальный сайт. Дата обращения: 25 января 2015. Архивировано 20 июня 2015 года.
2. ↑  Артем Макарский. Итоги-2014: 20 лучших русских альбомов года — Звуки. Афиша-Волна. Афиша (30 декабря 2014). Дата обращения: 7 апреля 2015. Архивировано 23 марта 2015 года.
3. ↑  Нина Машурова. Fanny Kaplan - Plastilin (англ.). portalsmusic.com (15 июля 2014). Дата обращения: 22 июня 2015. Архивировано 22 июня 2015 года.